# Peter Grimes
Peter Grimes er en opera i tre akter af Benjamin Britten. Librettoen er skrevet af Montagu Slater efter et digt af George Crabbe. Urpremieren fandt sted på Sadler's Wells i London den 7. juni 1945.

## Dramatis personae
- Peter Grimes, fisker (tenor)
- John, hans lærling (stum rolle)
- Ellen Orford, enke, lærerinde på skolen i The Borough (sopran)
- Kaptajn Balstrode, pensioneret kaptajn (baryton)
- Auntie, indehaver af herberget, "The Boar" (sopran)
- Bob Boles, fisker og præst (tenor)
- Swallow, advokat (bas)
- Mrs. Sedley, enke efter en ansat i Ostindisk Kompagni (mezzosopran)
- Pastor Adams (tenor)
- Ned Keene, apoteker og helbreder (baryton)
- Doktor Thorp (stum rolle)
- Carter Hobson, vognmand (bas)